# 大村彦次郎
大村 彦次郎（おおむら ひこじろう、1933年9月27日 - 2019年8月30日）は、日本の編集者、文芸評論家。東京府出身。

## 経歴
東京市茅場町生まれ。日本橋区に育つ。1952年、早稲田大学政治経済学部入学。『早稲田学報』編集部で記者を経験。編集部の1年先輩に高井有一、1年後輩に長部日出雄がいた。文学部国文科に学士入学し、1959年に卒業し、学部長だった谷崎精二の紹介で講談社に入社。
『婦人倶楽部』編集部から出発し、『小説現代』編集長（1969年 - ）、『群像』編集長（1973年 - ）。同社文芸出版部長、1980年から文芸局長、1983年から取締役文芸局長を歴任。1991年退職。
在社中は、野坂昭如、井上ひさし、長部日出雄、村上龍、村上春樹などを文壇デビューさせ、池波正太郎『仕掛人・藤枝梅安』、笹沢左保『木枯し紋次郎』などを企画し成功させた。
のち講談社顧問、短歌研究社社長（1988年 - 2000年）に就いた。1987年、日本ペンクラブ理事。
1999年『文壇栄華物語』で第18回新田次郎文学賞受賞。2006年『時代小説盛衰史』で、第41回長谷川伸賞ならびに第19回大衆文学研究賞を受賞。
2019年8月30日、下咽頭がんのため死去。85歳没。

## 著書
- 『文壇うたかた物語』（筑摩書房、1995 / ちくま文庫、2007）
- 『文壇栄華物語』（筑摩書房、1998 / ちくま文庫、2009）
- 『文壇挽歌物語』（筑摩書房、2001 / ちくま文庫、2011）
- 『ある文藝編集者の一生』（筑摩書房、2002）- 楢崎勤の評伝
  - 『文壇さきがけ物語 ある文藝編集者の一生』（ちくま文庫、2013）
- 『文士の生きかた』（ちくま新書、2003）- 十三名の列伝
- 『時代小説盛衰史』（筑摩書房、2005 / ちくま文庫（上・下）、2012）
- 『文士のいる風景』（ちくま文庫、2006） - 文庫書き下ろし、短編百話
- 『万太郎 松太郎 正太郎—東京生まれの文人たち』（筑摩書房、2007）
- 『東京の文人たち』（ちくま文庫、2009）- 文庫書き下ろし、短編百話
- 『荷風 百閒 夏彦がいた—昭和文人あの日この日』（筑摩書房、2010）- 短編三百余話

## 講師番組
- カルチャーラジオ月曜「NHKラジオアーカイブス」（2011 宇田川清江と）